# Valerius Adelphius Bassus
Valerius Adelphius Bassus (fl. 383/392) était un homme politique de l'Empire romain.

## Vie
Fils de Lucius Valerius Septimius Bassus et de sa femme Adelphia.
Il était vir consularis et consul. Venet. en 383/392.
il fut le père de Valerius Adelphius et le grand-père paternel d'Adelphia, femme d'Anicius Probus.